# Keresztéte
Keresztéte é um município da Hungria, situado no condado de Borsod-Abaúj-Zemplén. Tem 3,97 km² de área e sua população em 2015 foi estimada em 36 habitantes.